# Галатео (Порторико)
Галатео (шп. Galateo) град је у америчкој острвској територији Порторико, острвској држави Кариба.

## Демографија
По попису из 2010. године број становника је 2.585, што је 120 (-4,4%) становника мање него 2000. године.
| Група             | 2000.         | 2010.         |
| Белци             | 1 (0,0%)      | 5 (0,2%)      |
| Афроамериканци    | 218 (8,1%)    | 372 (14,4%)   |
| Азијати           | 0 (0,0%)      | 0 (0,0%)      |
| Хиспаноамериканци | 2.701 (99,9%) | 2.579 (99,8%) |
| Укупно            | 2.705         | 2.585         |